# روبرت بيك الكبير

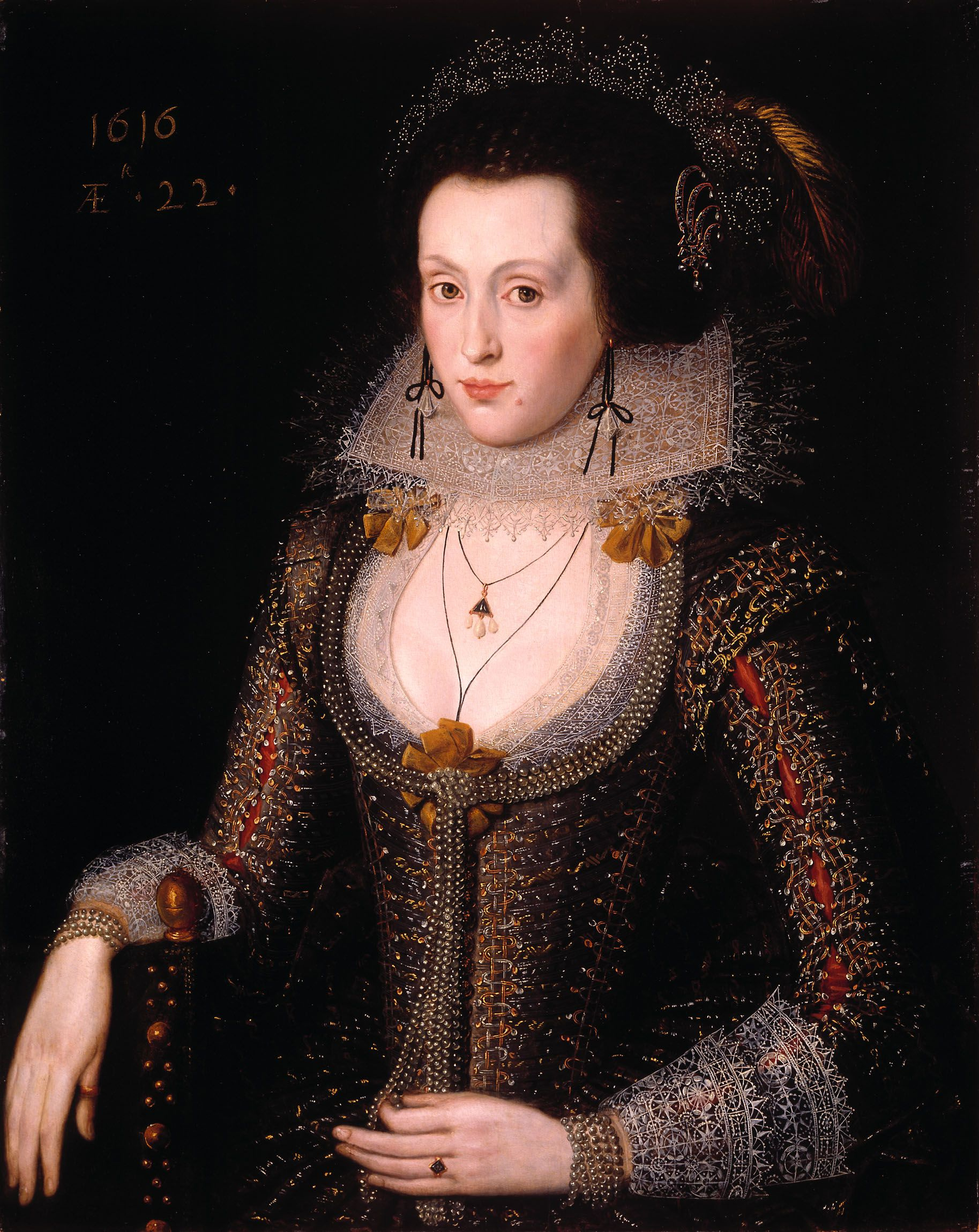
روبرت بيك الكبير

روبرت بيك الكبير Robert Peake the Elder ( 1551 – 1619) هو رسام إنجليزي أنتج معطم أعماله في أواخر عهد إليزابيث الأولى ومعظم عهد جيمس الأول. تم تعيينه في سنة 1604 رساما خاصا لوريث العرش الأمير هنري، وفي سنة 1607 رساما للملك جيمس الأول، وهو منصب شاركه فيه جون دي كريتس. يشار إلى بيك باسم الكبير للتفرقة بينه وبين ابنه الرسام ويليام بيك، وكذلك حفيده السير روبرت بيك.

## روابط خارجية
- روبرت بيك الكبير على موقع ميوزك برينز (الإنجليزية)